# Nová Ves nad Lužnicí
Pour les articles homonymes, voir Nová Ves.
Nová Ves nad Lužnicí (en allemand : Erdweis) est une commune du district de Jindřichův Hradec, dans la région de Bohême-du-Sud, en Tchéquie. Sa population s'élevait à 338 habitants en 2020.

## Géographie
Nová Ves nad Lužnicí se trouve à 7 km au nord-ouest de la ville autrichienne de Gmünd, à 38 km au sud-sud-est de Jindřichův Hradec, à 38 km au sud-est de České Budějovice et à 118 km au sud-est de Prague.
La commune est limitée par Halámky et Rapšach au nord, par l'Autriche à l'est, par České Velenice au sud, et par Nové Hrady et Dvory nad Lužnicí à l'ouest.

## Histoire
La première mention écrite du village date de 1499.